# Johann Wilhelm Plassmann
Johann Wilhelm Plassmann (* 18. Juni 1818 in Arnsberg; † 1898 in Münster) war Mitglied im preußischen Abgeordnetenhaus, Direktor des Landarmenwesens der Provinz Westfalen und ehrenamtlicher Konservator der Sammlungen des Vereins für Geschichte und Altertumskunde Westfalens, Abt. Münster.

## Leben
Er war Sohn des Landbaumeisters Ernst Vincenz Plassmann zu Allehof und der Eleonore Brunswicker. Er hatte neben der Schwester Luise den Bruder Ernst, der Staatsanwalt in Arnsberg und Justizrat in Hamm war.  Er besuchte bis 1836 das Gymnasium Laurentianum, schied als Unterprimaner aus und war in der Landwirtschaft tätig. Er übernahm schließlich die Verwaltung des Familiengutes Allehof bei Balve. Nach dem Tod des Paderborner Domkapitulars Plaßmann ging das Gut als Erbe auf ihn über.
Ab 1849 war er Abgeordneter des preußischen Abgeordnetenhauses. Er vertrat die Kreise Arnsberg, Brilon und Meschede. Bis 1862 wurde er regelmäßig wiedergewählt. Er gehörte anfangs der Fraktion Auerswald-Schwerin und später der katholischen Fraktion an. Als Debattenredner ist er nicht hervorgetreten. Aber er hat sich intensiv an der Arbeit der Kommissionen (heute Ausschüsse) beteiligt und galt als guter Kenner des Staatshaushaltes und des Finanzwesens. Eng verbunden war er mit dem Politiker Hermann von Mallinckrodt. Von 1860 bis 1864, 1871 bis 1875 und von 1887 bis 1896 war er Abgeordneter für die Kreise Arnsberg und Meschede im Provinziallandtag der Provinz Westfalen.
Daneben war er kommunalpolitisch aktiv. Zunächst war er Gemeindevorsteher und ab 1859 Ehrenamtmann des Amtes Balve. Im Jahr 1871 wurde er Direktor des Landarmenwesens für die Provinz Westfalen und lebte seither in Münster. Diese Position behielt er bis 1890. Er war maßgeblich beteiligt an den Anstalten in Marienthal und Eickelborn. Daneben war er in Münster Stadtverordneter und sogar Stadtverordnetenvorsteher.
Plassmann war als Autodidakt auch intensiv im Westfälischen Altertumsverein tätig. Er organisierte 1879 eine erste Ausstellung mit und wurde Konservator des Altertumsmuseums. Für das Museum (später Teil des LWL-Landesmuseums für Kunst und Kulturgeschichte) hat er eine Reihe von Ausstellungsstücken beschafft. Unter seiner Leitung zog das Museum verschiedene Male innerhalb Münsters um. Er hat nicht nur die Sammlung mit zusammengetragen, sondern auch geordnet und mit der Anlage eines Katalogs begonnen.
Im Jahr 1898 wurde er zum Ehrenmitglied des Westfälischen Altertumsvereins ernannt.